# Tâm viên ý mã
Tâm viên ý mã (tiếng Trung: 心猿意馬, bính âm: Xinyuanyima; tiếng Nhật: Ibashin'en/意馬心猿; tiếng Việt nghĩa đen là: cái tâm như khỉ vượn, cái ý như ngựa chạy) là một cụm từ ý nghĩa tượng trưng và ẩn dụ trong triết lý của Phật giáo, Đạo giáo và Nho giáo của trường phái Tống Nho chỉ về tâm trí bất định, thường biến của nội tâm con người, nghĩa là tâm trí con người ta thường xáo động và dễ mất kiểm soát, tâm ý của chúng sinh cũng thường luôn hướng về ngoại cảnh, từ đó để đề ra sự tu luyện tĩnh tâm.
Theo quan niệm thì loài khỉ hay vượn (gọi chung là Khỉ vượn) là sự tượng trưng cho cái Tâm con người, loài khỉ vốn hiếu động hoạt bát, liên tục nhảy nhót trèo leo liến thoáng, cũng giống như cái Tâm con người luôn dao động không yên, từ đó, có câu nói: “Tâm viên bất định, ý mã nan truy” (nghĩa rằng: tâm vượn không định, ý ngựa khó theo). Phạm trù Tâm–Ý luôn gắn liền với nhau nên muốn định tâm thì phải quản chắc những ý nghĩ luôn tự do bay nhảy. Người tu thiền, dù là hành giả theo pháp môn của đạo Phật, đạo Lão, hay đạo Cao Đài thì tối kỵ bị “phóng tâm”, cho nên chỗ đầu tiên thực hành là phải trì lại tâm ý, không được để tâm ý nghĩ ngợi mông lung.

## Giải nghĩa
Khỉ hay tương cận với nó là vượn, theo Phật giáo và Lão giáo, tượng trưng cho Tâm con người, tâm điều khiển ý muốn và hành động của con người. Các loài thuộc họ Khỉ vốn hiếu động, láu táu, nhảy nhót, chuyền leo, không chịu ngồi yên. Cái tâm con người cũng lao xao, ưa tơ tưởng chuyện này, hay nhớ nhung việc nọ. Phật giáo ví tâm người như loài Khỉ vượn nên gọi là Tâm viên (tâm/lòng của con vượn). Tương đồng với Tâm viên là Ý mã (ý thích của con ngựa). Tâm ý theo nhau, tâm chạy rong, ý cũng chạy rong nên giữ cho tâm ý ở yên, tập trung tư tưởng vào một chỗ là chuyện không dễ. Sách chú quyển Tham đồng khế của Ngụy Bá Dương có câu: “Tâm viên bất định, ý mã nan truy” (Vượn lòng nhảy nhót không yên, ngựa ý rong ruổi theo liền khó thay) được diễn dãi là Tâm người như vượn chuyền trên cây, như ngựa chạy rông nơi đồng nội.
Tâm ý con người rời đổi mau lẹ trong từng phút từng giây theo với ngoại cảnh, đây là cái Tâm đầy vọng động. Cái Tâm như khỉ như vượn, khó kiểm soát, khó canh chừng, còn cái Ý của con người thì mênh mông, huyễn tưởng từ đông sang tây, hết quá khứ tới vị lai, người xưa thường ví thời gian như "bóng câu qua cửa sổ" (Bóng ngựa trắng chạy vụt qua cửa sổ/Bóng ngựa lướt qua khe cửa, chỉ sự trôi nhanh của thời gian). Trong chớp mắt có thể có nhiều ý tưởng phát sinh, chúng tiếp nối nhau cái này sau cái khác, thoáng qua nhanh chóng trong đầu như con ngựa tự do chạy trên thảo nguyên bát ngát. Như vậy, Tâm như con khỉ, ý như con ngựa là hình tượng ẩn dụ vì con khỉ luôn nhẩy nhót, con ngựa chạy luôn chân để chỉ về những ý nghĩ không ổn định, nghĩ chuyện này, thoắt nghĩ sang chuyện khác, những chuyện xa cách nhau về không gian và thời gian, những chuyện không liên can, tâm ý không lúc nào ngừng động.

## Phật giáo
Trong Phật giáo, Khỉ vượn là biểu thị cho nẻo hành hoạt của phạm trù Tâm. Kinh Tăng nhất A-hàm, nơi phẩm thứ 8, phẩm Con một có nhắc đến hình tượng này: “Tâm niệm ác đưa chúng sinh xuống địa ngục. Tâm niệm thiện đưa chúng sinh lên cõi trời, nhanh chóng như co duỗi cánh tay. Không một pháp nào nhanh nhạy hơn tâm. Giống như vượn khỉ, tâm không chuyên định, buông cái này, chụp lấy cái kia. Vì vậy hãy luôn luôn hàng phục tâm ý khiến hướng theo đường thiện”. Theo giáo pháp Phật, nói chuyện “Khỉ” tức là nói chuyện tâm người như “vượn chuyền cây” để ẩn dụ cho Tâm chúng sanh buông lung. Ý người phóng túng như vó ngựa đường xa, ngựa không cương thì chạy mãi cho đến khi mệt mới chồn chân.
Ý tứ này còn nói rằng những ý nghĩ nhảy nhót lung tung như con khỉ, chạy tung tăng như con ngựa phi đường xa. Tâm ý không lúc nào ngừng chuyển động. Theo triết lý của Phật giáo thì cự hiện diện của con người xuất phát từ vô minh. Vô minh sanh ra vọng động và vọng tâm đối cảnh sanh ra vọng thức. Vọng tâm và vọng thức, cả hai đều thuộc về nghiệp. Vọng tâm xao động nghĩ tưởng miên man không ngừng, ví như con khỉ leo trèo náo động, không biết chán, ý thức chạy rong không bến bờ như con ngựa. Người tu sĩ phải biết cách trì tâm dưỡng tánh, tâm khởi là vọng, trì tâm là chân. Do đó, Phật giáo đề ra việc phải dưỡng tâm.

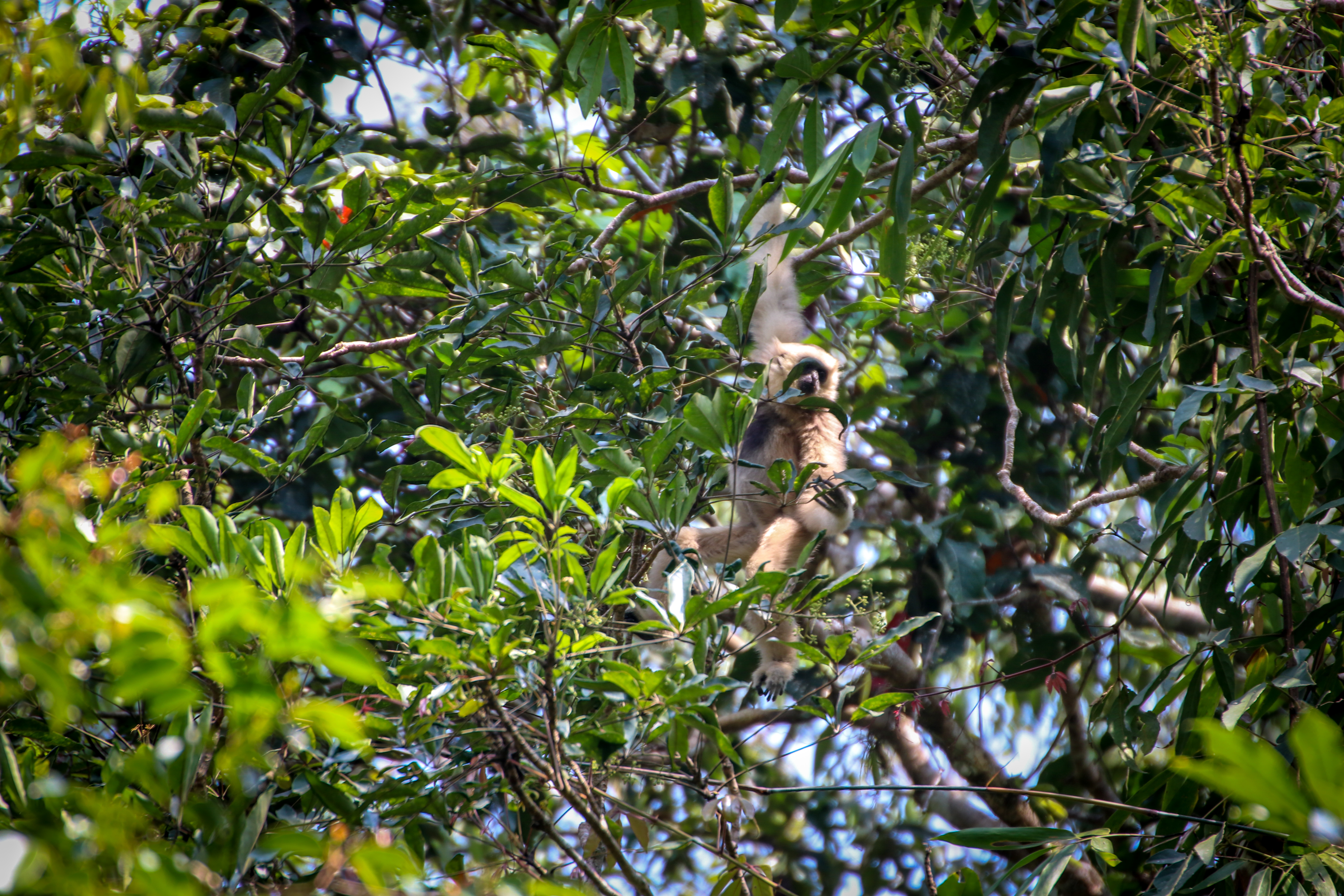
Một con vượn đang leo trèo trong tán lá rừng

Trong các loại chúng sanh, đặc biệt con người là có trí khôn hơn muôn loại, nhưng trong trí khôn đó vẫn có cái hay, cái dở cùng song hành với nhau trên từng nẻo đường giác ngộ, trên dặm đường cong. 
- Tâm viên: Là tâm mất chánh niệm, vọng niệm lúc nào cũng sanh khởi, các pháp bất thiện sanh sôi nẩy nở, mạ lỵ Phật pháp cũng từ tâm phát sanh. Vọng niệm là vòng dây trói buộc, có mắt xích liên hoàn, làm cho chúng sanh bối rối, không tìm được lối thoát giữa ngục tù vô minh, điên đảo mê lầm, mất phương hướng giữa bể khổ không bến bờ, bềnh bồng chốn sông mê, trôi đi về nơi xa thẳm vô biên.
- Ý mã: Sự suy tư liên hoàn như ngựa chạy đường trường, không “bắt kế” để kềm chế bước “vó câu” nhất là những con ngựa chứng, con ngựa bất kham. Ý tưởng mông lung suốt đoạn đường dài một đời từ sinh đến tử, như tử thi trôi lăn theo dòng nước xoáy thời gian cuốn trôi.

Theo duy thức học, trong thân con người có nhãn, nhĩ, tỷ, thiệt, thân, khẩu, ý, đó là nơi cộng hưởng và xuất phát những Ý mã, như là nhãn thức, nhĩ thức, tỷ thức, thiệt thức, thân thức và ý thức, nhìn chung các phạm trù này tập trung vào nguồn ý thức. Ý thức đại diện cho ngũ căn, năm trần xông pha theo con ngựa đường đời vào thế giới tử sanh hay đường đạo cõi niết bàn. Tâm viên ý mã cũng là chơn tướng dục vọng, được các tu sĩ Phật giáo phát hiện từ đầu. Người lợi căn thì quán chiếu vọng niệm “tự tánh không” là không tướng, phi tướng, phi ngã, phi nhân ngã. Người độn căn thì tìm diệt giúp tâm ý định tĩnh, lánh xa phiền não, cả hai đều xa rời cái tâm vọng, tìm sống trong cõi Niết bàn (Nirvana).
Trong tác phẩm Khóa hư lục, vua Trần Thái Tông đã nói đến “tâm vượn” tại Nơi bài Bàn về tọa thiền: “Nếu khi ngồi thiền chẳng tắt mọi niệm, thì tâm vượn nổi dậy, ý ngựa lông bông”, trong Bài kệ Vô thường (thuộc phần Sám hối tội căn do mũi) nêu rõ: "Ý ngựa chạy theo mãi/Vượn tâm buông thả hoài", còn tại phần Chí tâm phát nguyện (thuộc phần Sám hối tội căn do ý): "Nguyện tâm vượn đừng khua múa/Nguyện ý ngựa tắt roi kìm". Tuệ Trung thượng sĩ Trần Quốc Tung có viết: "Miết nhĩ tùy tâm viên ý mã, nan miễn lợi lụy tỏa danh cương", dịch nghĩa là: "Bỗng chốc theo tâm viên ý mã, tránh được sao lợi buộc danh giàm". Sư Phá Am Tổ Tiên đang thuyết pháp, có người hỏi: Tâm viên ý mã không thể nắm bắt, xin hoà thượng từ bi khai thị. Sư đáp: Nắm bắt nó làm gì? Hãy như gió thổi, nước tự niên thành gợn sóng lăn tăn!.

## Tây Du Ký
Trong tác phẩm Tây Du Ký, tác phẩm chịu ảnh hưởng triết lý Phật giáo đã thể hiện sâu sắc mối quan hệ giữa phạm trù Tâm viên-Ý mã qua hình tượng Hầu vương Tôn Ngộ Không giữ chức Bật mã ôn để chăn ngựa và hình tượng Tôn Ngộ Không với Bạch Long Mã cùng phò Đường Tam Tạng đi Tây Thiên thỉnh kinh. Từ sự liên quan ẩn dụ giữa khỉ và ngựa nên mới có chuyện Hầu vương (vua khỉ) lên trời giữ chức Bật mã ôn để trông coi đàn ngựa. Đoạn tả cách Hầu vương săn sóc ngựa: “Bật mã ngày đêm không ngủ, trông nom ngựa trại. Ban ngày còn chơi đùa, ban đêm chăm chỉ giữ gìn. Ngựa ngủ, đánh thức cho ăn cỏ; ngựa lồng, nhốt lại trong chuồng” có thể lột tả quan niệm cái tâm, cái ý lúc con người thức hay ngủ nó vẫn cứ chạy rong. Tư tưởng con người hay chuyển biến nên có chi tiết Tôn Ngộ Không học được phép cân đẩu vân, nhảy một cái xa tới một trăm lẻ tám ngàn dặm.
Quá trình tu luyện và đắc đạo của Tôn Ngộ Không cũng là quá trình khống chế và trì chế cái Tâm. Đầu câu chuyện thì Hầu vương vào một ngày bỗng dưng giác ngộ lẽ sinh tử cõi đời là vô thường, lập tức hạ quyết tâm từ bỏ chốn động Thủy liêm ở Hoa Quả Sơn, lặn lội tầm sư học đạo. Nơi cầu đạo của Ngộ Không là ở Núi Linh Đài Phương Thốn, Động Tà Nguyệt Tam Tinh nơi này chính là chiết tự của chữ Tâm (心). Ngộ Không (tức "ngộ" ra cái "không") là tượng trưng cho cái tâm của một người tu luyện là cái Tâm do Thiên Địa dưỡng thành, mặt khác cũng là cái tâm luôn xao động, luôn nhảy nhót lăng xăng. Ngộ Không là thể hiện của phạm trù “Tâm” nên rằng cái “Tâm viên Ý mã” nói lên quan hệ giữa Tâm và Ý, cũng chính là Ngộ Không (khỉ) và Thiên mã (ngựa) nên có thể phần nào thấy rằng để trói buộc tâm ý không có cách nào khác là tự thân phải coi sóc đến dòng ý thức cũng như con khỉ Ngộ Không phải trông coi đàn ngựa để chúng không vượt ra khỏi biên giới Thiên Đình.